# إدي ميرفي (متزلج سريع)
إدي ميرفي (بالإنجليزية: Eddie Murphy)‏ هو متزلج سريع أمريكي، ولد في 1 فبراير 1905 في لاكروس في الولايات المتحدة، وتوفي في 20 سبتمبر 1973 في بلوود في الولايات المتحدة.

## وصلات خارجية
- إدي ميرفي على موقع SpeedSkatingBase.eu (الإنجليزية)
- إدي ميرفي على موقع SpeedSkatingNews.info (الإنجليزية)
- إدي ميرفي على موقع SpeedSkatingStats.com (الإنجليزية)
- إدي ميرفي على موقع أوليمبيديا (الإنجليزية)